# Looking Forward (1933)
Looking Forward is een Amerikaanse dramafilm uit 1933 onder regie van Clarence Brown. Het scenario is gebaseerd op het toneelstuk Service (1932) van de Britse auteur Dodie Smith.

## Verhaal
Tijdens de Grote Depressie staat de Londense warenhuiseigenaar Gabriel Service op de rand van faillissement. Zijn gezin blijft desondanks geld verkwanselen. Hij moet zijn trouwe werknemer Tim Benton ontslaan, maar die begint een nieuw leven als bakker. De vrouw van Gabriel kan niet leven zonder geld en gaat er daarom vandoor met een andere man. Uiteindelijk kan hij het faillissement toch afwenden.

## Rolverdeling
| Acteur           | Personage           |
| ---------------- | ------------------- |
| Lionel Barrymore | Tim Benton          |
| Lewis Stone      | Gabriel Service sr. |
| Benita Hume      | Isobel Service      |
| Elizabeth Allan  | Caroline Service    |
| Phillips Holmes  | Michael Service     |
| Colin Clive      | Geoffrey Fielding   |
| Alec B. Francis  | Mijnheer Birkenshaw |
| Doris Lloyd      | Lil Benton          |
| Halliwell Hobbes | James Felton        |
| Douglas Walton   | Willie Benton       |
| Viva Tattersall  | Elsie Benton        |
| Lawrence Grant   | Philip Bendicott    |
| George K. Arthur | Mijnheer Tressitt   |
| Charles Irwin    | Mijnheer Burton     |
| Billy Bevan      | Mijnheer Barker     |